# Ronald Rawson
Ronald Rawson „Ron” Rawson (ur. 17 czerwca 1892 w Kensington, zm. 30 marca 1952 tamże) – brytyjski bokser, złoty medalista igrzysk olimpijskich.
Ukończył Trinity College na Uniwersytecie Cambridge. Grał w uniwersyteckiej drużynie krykieta.
W latach 1914–1918 brał udział jako oficer w I wojnie światowej. Trzykrotnie został odznaczony Krzyżem Wojskowym (Military Cross & Two Bars).
W roku 1920 wziął udział w Igrzyskach Olimpijskich w Antwerpii gdzie w wadze ciężkiej w pierwszej walce pokonał Amerykanina Samuela Stewarta przez techniczny nokaut w trzeciej rundzie. W półfinale wygrał z Xavierem Eluère z Francji (TKO  w 1 r.) a w meczu o złoty medal pokonał przez nokaut w drugiej rundzie Duńczyka Sørena Petersena.
W latach 1920 i 1921 został dwukrotnie mistrzem Anglii. Rozegrał 28 walk z których 27 wygrał przed czasem.